# Freimaurer-Tempel von Santa Cruz de Tenerife

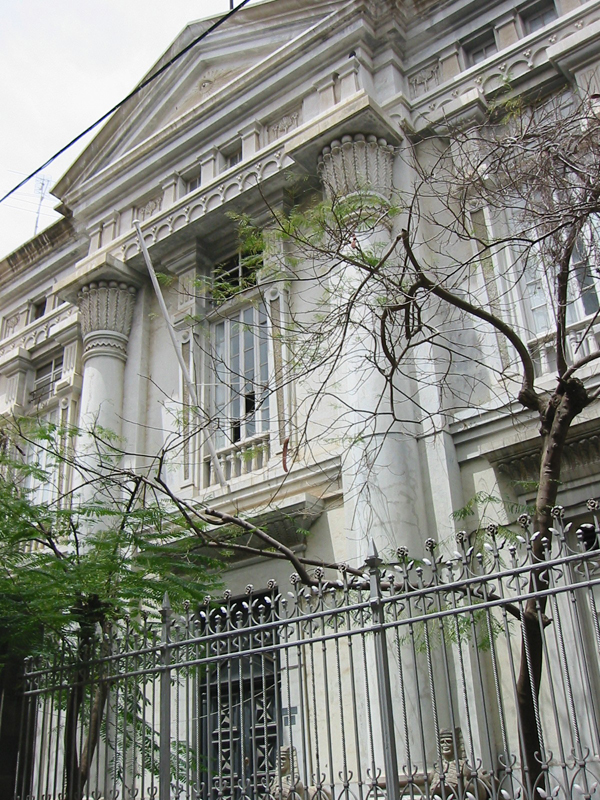
Freimaurerei von Santa Cruz de Tenerife

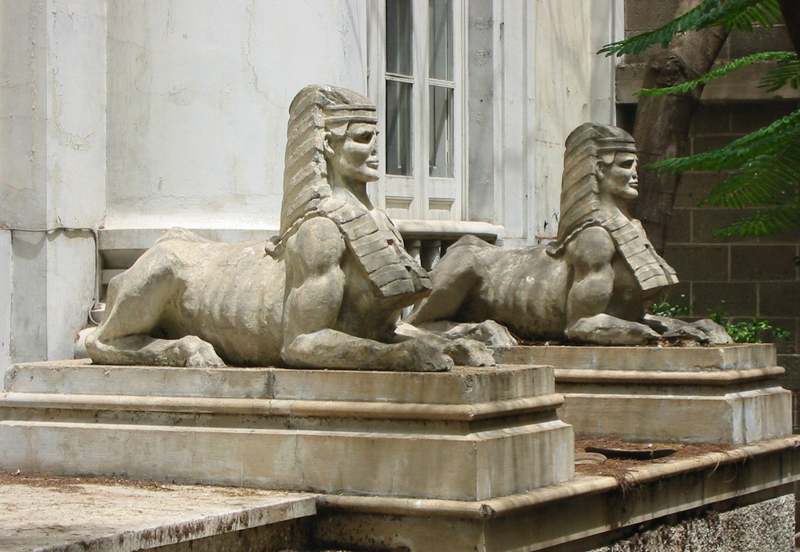
Sphinxe

Der Freimaurer-Tempel von Santa Cruz de Tenerife in Spanien war der erste Tempel der Freimaurer auf den Kanarischen Inseln.
Der Freimaurer-Tempel wurde zwischen 1899 und 1902 gebaut und wurde von der Loga Añaza in Auftrag gegeben. Die Einweihung erfolgte 1904. Allerdings wurde die Fassade erst 1923 fertiggestellt. Er ist einer der wenigen Freimaurer-Tempel in Spanien, die nicht unter dem Regime von Franco zerstört wurden. Damals wurde das Gebäude enteignet und zunächst zum Sitz der Falange und später zu einer Militärapotheke umfunktioniert. Im Jahr 2001 erwarb die Gemeinde Santa Cruz den Tempel vom Verteidigungsministerium schließlich im Jahr 2001 für damals 70 Millionen Peseten bei einer öffentlichen Versteigerung.
Der Tempel gehört zum Kulturgut Teneriffas, ist aber seit Jahrzehnten geschlossen und kann nach Anmeldung besichtigt werden. Die Stadtverwaltung kündigte eine Renovierung des Tempels an.